# Bol (Czad)
Bol – miasto w Czadzie, stolica regionu Lac, departament Mamdi; 10 551 mieszkańców (2005), położone ok. 500 km na południowy wschód od Ndżameny.
W mieście działa lotnisko